# Zhang Jingchu
Dans ce nom chinois, le nom de famille, Zhang, précède le nom personnel.
Pour les articles homonymes, voir Zhang.
Zhang Jingchu (chinois simplifié : 張靜初) est une actrice chinoise, née le 2 février 1980 à Yong'an, dans la province du Fujian.
Elle a tourné dans des productions américaines, entre autres dans Rush Hour 3 aux côtés de Jackie Chan et Chris Tucker, The Adventurers de Stephen Fung avec Jean Reno et Mission: Impossible – Rogue Nation avec Tom Cruise.

## Carrière
Zhang Jingchu s'est essayée à la peinture puis a étudié la mise en scène à la prestigieuse Académie centrale d'art dramatique de Pékin. Durant ses études, elle tourne des publicités et parvient à obtenir quelques rôles mineurs dans des séries télé chinoises. C'est dans Paon que le public la découvre. Depuis, elle est considérée comme l'une des actrices chinoises les plus prometteuses à l'instar de Gong Li et Zhang Ziyi. En 2005, elle est décrite comme Asia's Heroes par le Time Magazine.

## Divers
Jingchu est un prénom qu'elle s'est donnée elle-même car elle trouvait son prénom de naissance Jing un peu trop classiquement féminin. Jingchu est un prénom un peu plus viril.
Elle possède plusieurs pseudonymes : Chang Ching Chu, Cheung Ching Cho, Cheung Jing Choh.

## Filmographie

### Film
| Année | titre français                     | titre anglais                      | titre chinois           | Rôle                  | Remarques  |
| ----- | ---------------------------------- | ---------------------------------- | ----------------------- | --------------------- | ---------- |
| 2000  |                                    | Affection Double Days              | [réf. nécessaire]       | Mengmeng              |            |
| 2003  |                                    | Suo Miya's Choice                  | 索密娅的抉择            | Suo Miya              | [ 1 ]      |
| 2005  | Paon                               | Peacock                            | 孔雀                    | Sœur                  |            |
| 2005  |                                    | Huayao Bride in Shangri-la         |                         | Feng Mei              |            |
| 2005  |                                    | Seven Swords                       | 七剑                    | Liu Yufang            |            |
| 2005  |                                    | Seven Nights                       |                         | Guichun               | [ 2 ]      |
| 2006  | The Road                           | The Road                           |                         | Li Chunfang           |            |
| 2006  | Le Guerrier de Jade                | Jade Warrior                       | 玉戰士                  | Pin yu                |            |
| 2007  | Protégé                            | Protégé                            | 門徒                    | Jane                  |            |
| 2007  | Rush Hour 3                        | Rush Hour 3                        | 尖峰時刻3               | Soo Yung Han          |            |
| 2008  | The Crash                          | Beast Stalker                      |                         | Ann Gao               | [ 3 ]      |
| 2009  | Red River                          | Red River                          |                         | Tao                   |            |
| 2009  | John Rabe, le juste de Nankin      | John Rabe                          | 拉貝日记                | Langshu               |            |
| 2009  | Night and Fog                      | Night and Fog                      | 天水圍的夜与霧          | Wong Hiu-ling         |            |
| 2009  | Overheard                          | Overheard                          | 窃听风云                | Mandy Yam             | [ 4 ]      |
| 2010  | The Double Life                    | The Double Life                    | A面B面                  | Liu Yue               | [ 5 ]      |
| 2010  | Flirting Scholar 2                 | Flirting Scholar 2                 | 唐伯虎點秋香2之四大才子 | Qiuxiang              | [ 6 ]      |
| 2010  | Tremblement de Terre à TANGSHAN    | Aftershock                         | 唐山大地震              | Fang Deng / Wang Deng |            |
| 2010  | Blast                              | City Under Siege                   | 全城戒備                | Xiuhua                | [ 7 ]      |
| 2011  | The Man Behind the Courtyard House | The Man Behind the Courtyard House | 守望者：罪惡迷途        | Hong                  | [ 8 ]      |
| 2011  | The Law of Attraction              | The Law of Attraction              | 萬有引力                | Xuelian               | [ 9 ]      |
| 2012  | Lacuna                             | Lacuna                             | 醉後一夜                | Tong Xin              |            |
| 2012  | Casino Moon                        | Casino Moon                        | 賭城月色                | Croupière de Casino   | Short film |
| 2013  | Switch                             | Switch                             | 天机·富春山居图         | Lin Yuyan             |            |
| 2013  | My Running Shadow                  | Running Shadows                    |                         | Tian Jiafang          | [ 11 ]     |
| 2013  |                                    | The Mercury Factor                 | 危情黑吃黑              | Jiazhen               |            |
| 2014  |                                    | The Old Cinderella                 | 脱軌時代                | Xu Ke                 | ,          |
| 2015  |                                    | Mission: Impossible – Rogue Nation | 碟中諜5                 | Lauren                |            |
| 2015  |                                    | I Am Somebody                      | 我是路人甲              |                       | Cameo      |
| 2016  |                                    | Murder at Honeymoon Hotel          | 蜜月酒店殺人事件        | Pei Er                | [ 14 ]     |
| 2016  |                                    | For a Few Bullets                  | 快手枪手快枪手          | Li Ruoyun             | [ 15 ]     |
| 2016  |                                    | Sky on Fire                        | 沖天火                  | Gao Yu                | [ 16 ]     |
| 2017  |                                    | The Adventurers                    | 俠盜聯盟                | Amber                 | [ 17 ]     |
| 2018  |                                    | Project Gutenberg                  | 无双                    | Yuan Wen              | [ 18 ]     |
| 2018  |                                    | Miss Puff                          | 泡芙小姐                |                       | Cameo      |
| 2019  |                                    | Love Song to the Days Forgone      | 东北往事之二十年        | Cui Zhu               | [ 19 ]     |
| 2019  |                                    | Wings Over Everest                 | 冰峰暴                  |                       |            |
| TBA   |                                    | The Three-Body Problem             | 三体                    | Ye Wenjie             |            |

## Distinctions

### Récompense
- Festival international du film du Caire 2008 : meilleure actrice dans The Road

### Nominations
- Festival international du film de Hong Kong 2008 : meilleure actrice dans Protégé / Moon to
- Festival international du film de Hong Kong 2006 : meilleure actrice dans Seven Swords